# 17 Lyncis
17 Lyncis är en orange stjärna i stjärnbilden Lodjuret. Stjärnans har visuell magnitud +6,64 och är således inte synlig för blotta ögat.